# 五星乡 (会泽县)
五星乡，是中华人民共和国云南省曲靖市会泽县下辖的一个乡镇级行政单位。

## 行政区划
五星乡下辖以下地区：
铅厂村、披嘎村、竹箐村、包谷箐村、大坪子村、红石岩村、野猪冲村、干松林村、黑土村和石龙村。